# Jugendhuset i Lycksele

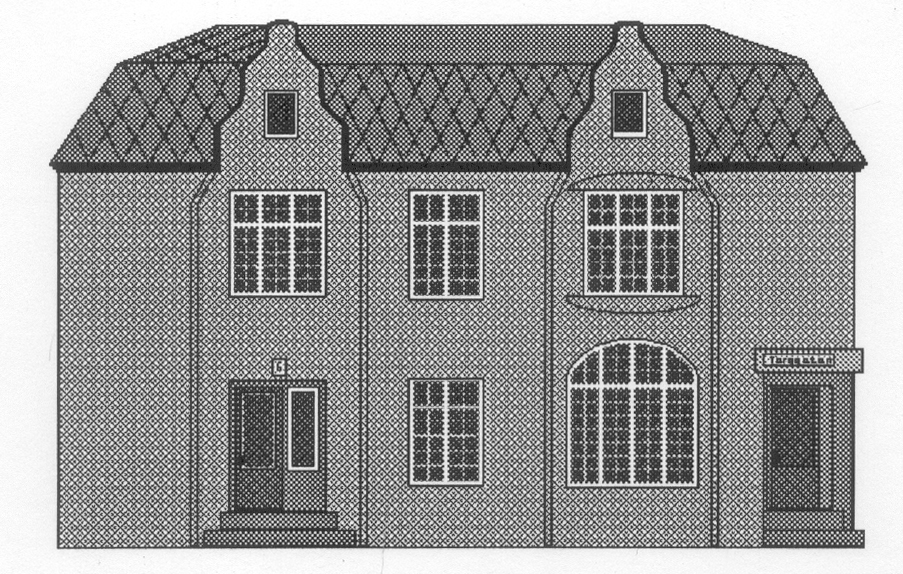
Illustration av Jugendhuset, fasad mot torget.

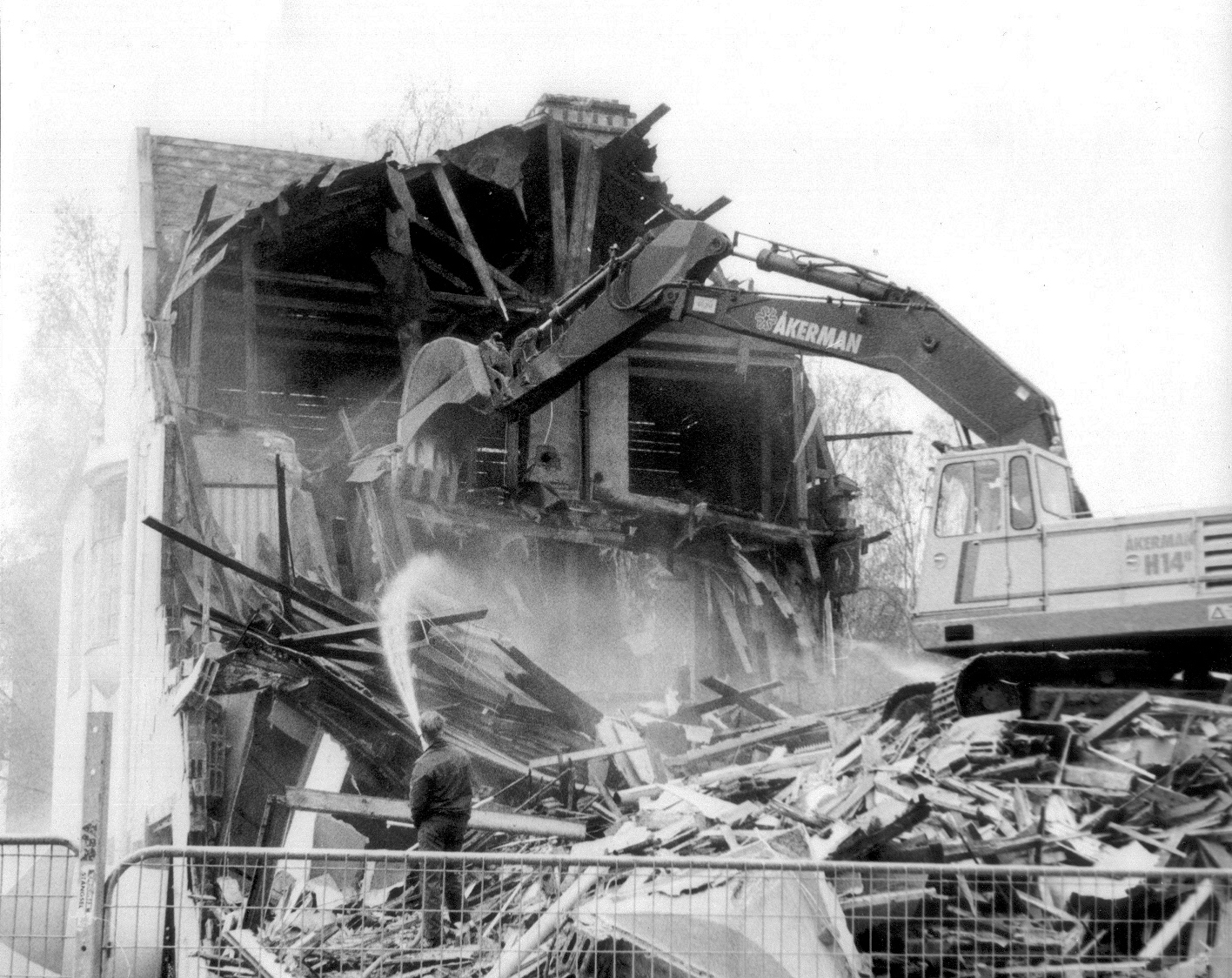
Jugendhuset rivs 1993.

Jugendhuset i Lycksele var ett stenhus i jugendstil med central placering på Kvarteret Köpmannen vid stadens torg. Huset uppfördes 1918 och tros vara ritat av Ragnar Östberg. Detta är emellertid omdiskuterat, men en möjlig källa till antagandet är de slående likheterna med Östbergs Scharinska Villan i Umeå. Byggnaden inhyste både bostads- och affärslokaler. 
År 1936 tillkom en utbyggnad mot Storgatan, ritad av Kjell Wretling. Huset revs 1993 trots protester från allmänheten, och sedan dess utgörs tomten av en grusparkering.